# ルドナヤプリスタニ

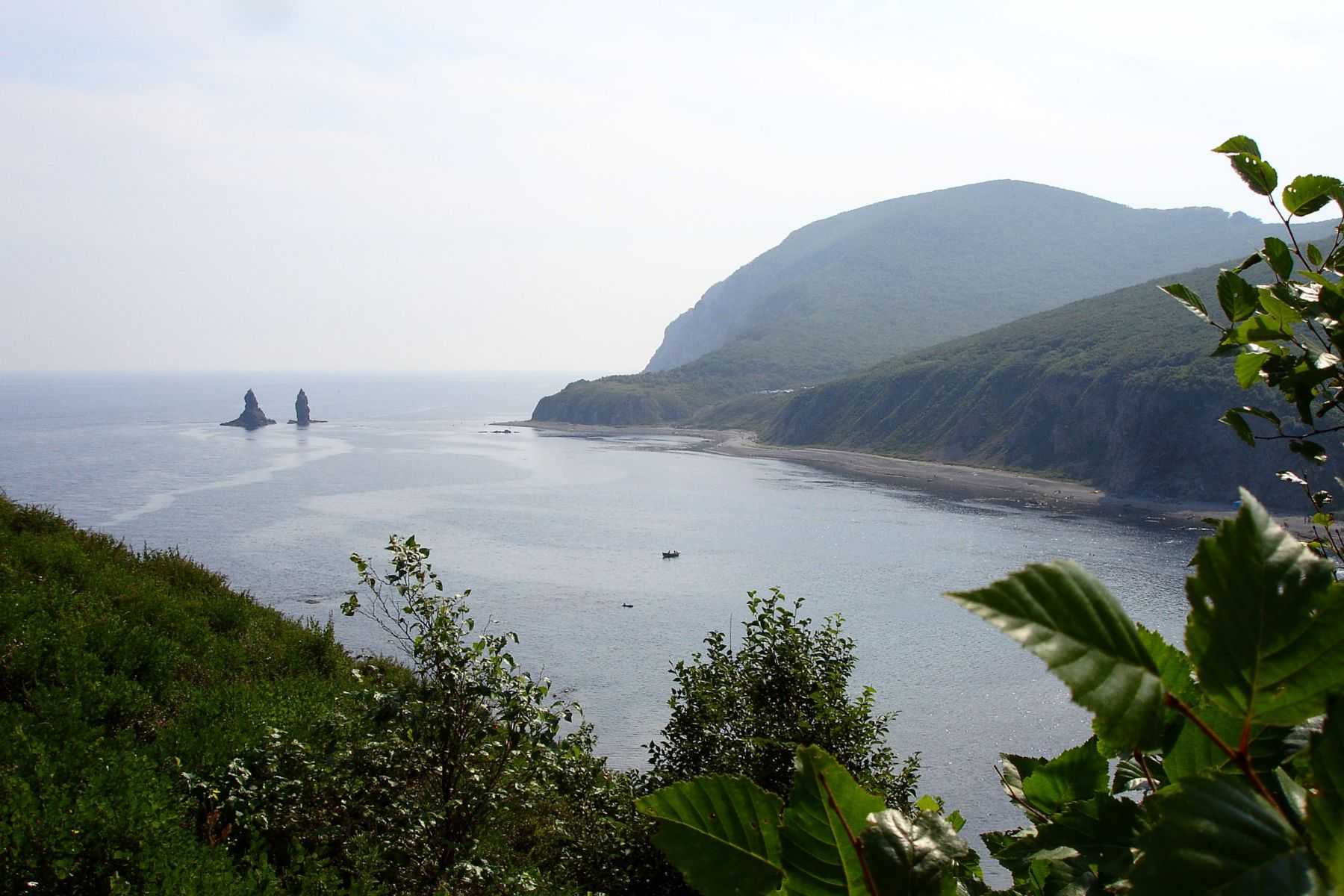
ルドナヤプリスタニの南郊の日本海。ドヴァー・ブラター（二人兄弟）と呼ばれる有名な岩が見える

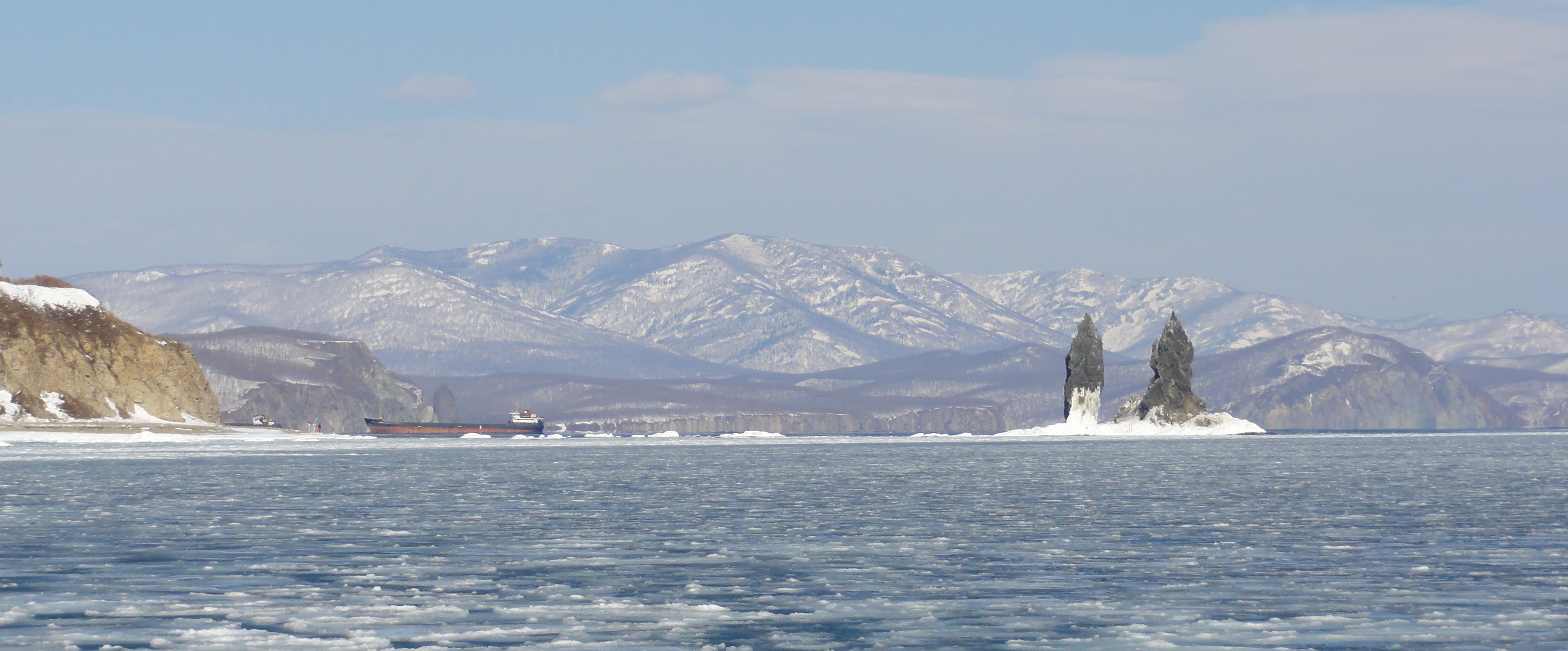
ドヴァー・ブラター（二人兄弟）

ルドナヤプリスタニ（ロシア語: Ру́дная При́стань, ラテン文字転写: Rudnaya Pristan）は、ロシアの極東部、沿海地方のダリネゴルスキー地区に属する、日本海に面した港町。人口は2002年全ロシア国勢調査で2,389人。日本でもラジオの気象通報で地名が知られている。
ルドナヤ川の河口に位置する。鉱工業都市であるダリネゴルスク（旧称：テチューヘ）から東へ35 kmほど離れており、ウラジオストクからは約514 km北にある。海沿いではあるが、シホテアリニ山脈の森林に囲まれ開発はあまりされていない。
海沿いにもかかわらず気候は厳しい。冬はシベリア高気圧に支配され、夏は台風などモンスーン気候の影響が及んでいる。そのため、冬の間は西高東低の気圧配置となり、非常に乾いた冷たい強風が吹き荒れる。また夏は湿度が非常に高く、30℃以上になることは珍しいが、蚊などが多く発生する。
港湾のほか、1930年に建設された鉛の精錬所が町の主要産業である。精錬所がこの地域の労働者のほとんどを雇用するが、住民の健康や自然環境には大きな負担となっている。土壌が鉛などの重金属で激しく汚染されているほか、住民はさまざまな健康問題（特に、高い発ガン率）によって悩まされていることから、ブラックスミス研究所はダリネゴルスクと共に「世界で最も汚染された10の都市」に選出した。

## 歴史
1927年にテチューヘ川がテチューヘ湾に注ぐ河口に集落が作られた。1930年代から1940年代にかけては鉛の精錬工場にちなんでプラヴザヴォード（Плавзавод、水上の工場）と呼ばれる村であった。テチューヘとの間には750ミリ軌間の軽便鉄道も引かれていた。
1945年、「テチューヘの桟橋」を意味するテチューヘ＝プリスタニ（Тетюхе-Пристань）に改名された。しかし1972年、テチューヘが中国語・満州語由来の地名をロシア語地名へ改称する政策にともなってダリネゴルスクと改名されると同時に、テチューヘ湾はルドナヤ湾（鉱石の湾）に、テチューヘ＝プリスタニはルドナヤプリスタニに改名された。
2004年に都市型集落（町）から村へと降格されている。